# Montmartrepigen
Montmartrepigen er en dansk stum romantisk dramafilm fra 1912 produceret af Nordisk Films Kompagni. Filmens instruktør er ubekendt.
Filmen havde dansk premiere den 25. april 1912 i Panoptikon Teatret og blev i  tysktalende lande distribueret som Die Spur der Ersten, i engelsktalende lande som An Artist's Model og i fransktalende lande som Molly et Maggie.

## Handling
En kunstmaler, James, får mulighed for at udstille på Salonen i Paris og får succes. Han køber et dyrt smykke til sin hustru Molly, der dør af glæde. James flytter til Paris, hvor han møder en noget letlevende skønhed, Maggie, der ligner Molly, og James får hende til at sidde model til det ufuldendte portræt af Molly. Maggie har dog ikke Mollys blide og fromme udtryk. Maggie bliver forelsket i James, men James afbryder forbindelsen med hende, da James meddeler, at han opgivet arbejdet med portrættet og rejser til syden. Maggie får herefter Mollys udtryk, men James når ikke at se det inden han rejser. Maggie opgiver herefter sit liv på caféerne og det letsindige liv, men lever i stor fattigdom. Fattigdommen får hende dog til at lade sig friste af en mand, og hun genoptager det letsindige liv. Senere ser James hende på Maxim's dansende på et bord. Du hun ser James, kaster hun sig i hans arme og forlader restauranten. Hun opsøger dagen efter James i hans atelier og har nu det udtryk, som James søger. Parret finder sammen, flytter til London og lever et lykkeligt liv med deres lille datter.

## Medvirkende
- Agnete von Prangen Blom som Molly, James' kone
- Robert Dinesen som James, maler, Mollys mand
- Aage Hertel som Jack, James ven
- H.C. Nilsen
- Svend Bille
- Lily Frederiksen som Barnet